# Avi Nimni
Avi Nimni (hebreiska: אבי נימני) född 26 april 1972 i Tel Aviv, är en israelisk före detta fotbollsspelare. Nimni är den spelare som gjort flest mål någonsin för Maccabi Tel-Aviv och var länge lagkapten i det israeliska landslaget. Han har gjort 182 mål i den högsta israeliska ligan, en siffra som väldigt få andra spelare har överträffat.